# Syrrhopodon semiliber
Syrrhopodon semiliber är en bladmossart som beskrevs av Bescherelle in Paris 1898. Syrrhopodon semiliber ingår i släktet Syrrhopodon och familjen Calymperaceae. Inga underarter finns listade i Catalogue of Life.